# Munda
Munda je priimek več znanih Slovencev:
- Alenka Munda, mikologinja, sodelavka Kmetijskega inštituta
- Anton Štefan Munda, zdravnik otorinolaringolog
- Avgust Munda (1886—1971), pravnik, kriminolog, univ. profesor; strokovnjak za ribištvo
- Franc Munda (1831—1914), pravnik, mecen
- Ivan Munda (1931—2009), strojnik, inovator
- Ivka Marija Munda (1927—2009), biokemičarka, algologinja
- Jakob Munda (1849—1926), pravnik, sodnik
- Jože Munda (1906—1991), psihiater
- Jože Munda (1930—2018), bibliograf, urednik, leksikograf, literarni zgodovinar
- Katalin Munda-Hirnök (*1959), etnologinja, manjšinska strokovnjakinja v Porabju na Madžarskem
- Marija Munda (1932—2012), matematičarka, pedagoginja, častna članica DMFA
- Marjan Munda (1926—2003), agronom in gospodarstvenik
- Marko Munda, hacker, podjetnik
- Matija Munda, štajerski duhovnik, med 2.sv.v. izgnan na Hrv.
- Metod Munda. pevec
- Martin Munda (1913—1944), geolog in rudarski strokovnjak
- Mirko Munda, novinar, urednik, publicist
- Zlatko Munda, izdelovalec harmonik